# Xenisthmus balius
Xenisthmus balius es una especie de pez de la familia Xenisthmidae. Se encuentra en el golfo pérsico.
Algunos taxónomos lo colocan en la familia Eleotridae.